# Самоистязатель
«Самоистязатель» (лат. Heauton Timorumenos) — комедия-паллиата римского драматурга Теренция, поставленная в 163 году до н. э. Её текст сохранился полностью.

## Содержание
Пьеса основана на комедии греческого драматурга Менандра, известной под названием «Сам себя мучающий» (от неё сохранился только один короткий фрагмент). Главный герой — молодой человек по имени Клиния, отправленный на войну суровым отцом. Будучи влюблён в Антифилу, Клиния втайне возвращается в родной город, и друг Клитифон устраивает ему свидание с возлюбленной. Позже выясняется, что Антифила — сестра Клитифона, и Клиния получает возможность на ней жениться.
Именно в этой пьесе впервые прозвучали слова «Я человек, и ничто человеческое мне не чуждо», ставшие позже крылатым изречением.

## Восприятие и значение
«Самоистязатель» был впервые поставлен на сцене в 163 году до н. э., во время Мегалесийских игр. Главные роли сыграли Луций Атилий Пренестинец и Луций Амбивий Турпион, музыку написал Флакк, «раб Клавдия». Пьеса имела большой успех у публики и в 146 году до н. э. была поставлена во второй раз.
Исследователи отмечают, что в «Самоистязателе», как и в последующих своих пьесах, Теренций полностью заимствовал греческие сюжеты, но отказывался от характерного для первоисточника откровенного эротизма, снижал уровень гротескности, развивал мотивацию персонажей, более тщательно прорисовывал характеры. От латинских пьес предшествующего периода (в первую очередь комедий Плавта) «Самоистязателя» отличают изящество и утончённость (по этим показателям античные комментаторы единодушно считали Теренция лучшим из римских комедиографов). В эпоху Империи Теренций стал автором для чтения, его тексты изучали в школах как минимум со времён Квинтилиана, их комментировали многие римские филологи.
В IV—V веках был создан рукописный сборник пьес Теренция (включая «Самоистязателя»). Он много раз переписывался в течение Средневековья, так что комедии оставались известны образованному читателю. В XIV веке комментарий к пьесам написал Петрарка. В 1470 году комедии Теренция были впервые изданы в печатном виде, в последующие века их активно издавали по всей Европе — на латыни и на ряде национальных языков. Опубликовал с примечаниями и после критической проверки итальянский гуманист конца XV века Джованни Кальпурний.